# Gudinilda de Barcelona
Gudinilda de Barcelona (915-960) fou filla de Sunyer I de Barcelona i Aimilda. Es casà l'any 930 amb Hug I de Carcí, comte de l'alt Carcí, amb qui va tenir un fill, Hug de Roergue (930-1010), el qual fou baró de Gramat.